# Manucodia comrii
El ave del paraíso de Comrie (Manucodia comrii) es una especie de ave paseriforme de la familia Paradisaeidae endémica de Papúa Nueva Guinea. Tiene un aspecto llamativo, ya que su coronilla parece tener protuberancias en lugar de plumas. Presenta tres colores: azul marino (cabeza, cuello y dorso), azul (alas y cola) y violeta (pecho). 

## Subespecies
Se reconocen las siguientes:
- M. comrii comrii: islas de Entrecasteaux.
- M. comrii trobriandi: islas Trobriand.